# Хафизов, Вадим Феликсович
Вадим Феликсович Хафи́зов (род. 6 февраля 1970, Энгельс) — российский футбольный тренер, директор Муниципального бюджетного учреждения дополнительного образования «Спортивная школа «Юность» с 16 октября 2023 года по 29 ноября 2024 год.

## Биография
Вадим Хафизов родился в городе Энгельсе. В 8 лет поступил в местную футбольную команду «Авангард». В 14 лет получил серьёзную травму бедра, в футбол играл только до 17 лет. Позже был призван в армию, служил вертолётчиком в Грузии во время конфликта 1991 г. После возвращения из армии работал на авторемонтном заводе. К тому времени была воссоздана футбольная команда завода, где Хафизов, неспособный из-за юношеской травмы быть игроком, стал помогать тренерам. В 31 год стал главным тренером.

## Тренерская карьера
В 2002 г. Хафизов стал главным тренером футбольный команды «Искра» Энгельс, проработал там до 2005 года. Был на стажировках в нидерландском «Аяксе» и испанском «Вильярреале». В 2006 году, после закрытия «Искры», был приглашён в команду «Губкин». В 2008 году перешёл в «Горняк» Учалы, который, дебютировав в чемпионате, занял 4-е место.
В 2009 году был приглашён техническим директором в футбольный клуб «Нижний Новгород», где через некоторое время стал тренером и возглавил дубль. Затем снова был переведён на административную должность и после этого вскоре покинул клуб. В 2011 году Хафизов получил предложение от дзержинского «Химика», в котором проработал до 2014 года. В сезоне 2012/13 дзержинский клуб впервые в своей истории вышел в ФНЛ. Хафизов довёл «Химик» до 1/8 и 1/16 Кубка России, где команда проиграла «Краснодару» и ЦСКА.
В 2015 году Хафизов возглавил ФК «Химки», который достаточно скоро вывел на 1-е место зоны «Запад» ПФЛ. В июне 2016 года подписал соглашение с ФК «Сокол», по которому стал главным тренером команды по схеме 1+1. В январе 2018 года был назначен главным тренером клуба «Кызылташ» из Премьер-лиги КФС.
В феврале 2021 года возглавил «Зенит-Ижевск». После окончания сезона-2021/22 контракт не был продлён и Хафизов покинул пост главного тренера клуба.
Лучший тренер зоны «Запад» Второго дивизиона / Первенства ПФЛ (2011/12, 2015/16).
16 октября 2023 года приказом начальника Управления по физической культуре, спорту, молодёжной политике и туризму Администрации Энгельсского муниципального района назначен директором МБУ ДО «СШ «Юность» Энгельсского муниципального района Саратовской области. В связи с переходом на новое место работы, приказом Управления по физической культуре, спорту, молодёжной политике и туризму Администрации Энгельсского муниципального района освобождён от должности директора МБУ ДО «СШ «Юность» 29 ноября 2024 года.
С 2025 года - главный тренер «Локомотив-м» (Москва).

## Личная жизнь
Женат. Есть сын.